# Општина Базна (Сибињ)
Базна (рум. Bazna) општина је у Румунији у округу Сибињ.
Oпштина се налази на надморској висини од 350 m.